# Perles-et-Castelet
 Perles-et-Castelet  es una población y comuna francesa, en la región de Mediodía-Pirineos, departamento de Ariège, en el distrito de Foix y cantón de Ax-les-Thermes.

## Demografía
| 188 | 157 | 130 | 119 | 157 | 160 |
| Para los censos de 1962 a 1999 la población legal corresponde a la población sin duplicidades (Fuente: INSEE [Consultar]) |     |     |     |     |     |